# Stephen Daldry
Stephen Daldry est un réalisateur, metteur en scène et producteur anglais, né le 2 mai 1961 dans le Dorset.
Il est principalement connu pour avoir réalisé Billy Elliot (2000), histoire d'un jeune adolescent britannique passionné de danse au point de devenir danseur dans la Grande-Bretagne des années 1980 et The Hours, adaptation du roman de Michael Cunningham, brossant un portrait croisé de trois femmes incarnées par Nicole Kidman, Julianne Moore et Meryl Streep.

## Filmographie
Sauf indication contraire, les informations mentionnées dans cette section peuvent être confirmées par les bases de données cinématographiques IMDb et Allociné,  présentes dans la section « Liens externes ».

### Comme réalisateur

#### Cinéma
- 2000 : Billy Elliot
- 2002 : The Hours
- 2008 : The Reader
- 2011 : Extrêmement fort et incroyablement près (Extremely Loud and Incredibly Close)
- 2014 : Favelas (Trash)

#### Télévision
- 2016-2017 : The Crown (série télévisée) - 4 épisodes
- 2021 : Mariés et confinés (Together)

#### Courts métrages
- 1998 : Eight (en) (également édité en 2003 dans la compilation Cinema16)
- 2006 : Fussballfieber[réf. nécessaire]

#### Autres
- 2005 : Elton John: Electricity (clip promotionnel)

### Comme producteur
- 2001 : Omnibus (série documentaire), épisode The 'Billy Elliot' Boy - coproducteur
- Depuis 2016 : The Crown (série télévisée) - producteur exécutif
- 2022 : Les Nageuses de Sally El Hosaini - producteur délégué

## Théâtre
Comme metteur en scène :
- 1992 : An Inspector Calls
- 2005 : Billy Elliot, the Musical
- 2013 : The Audience de Peter Morgan

## Distinctions
Sauf indication contraire, les informations mentionnées dans cette section peuvent être confirmées par la base de données cinématographiques IMDb,  présente dans la section « Liens externes ».

### Décoration
- Commandeur de l'ordre de l'Empire britannique

### Récompenses
- Tony Awards 2009 : meilleure mise en scène pour une comédie musicale pour Billy Elliot, the Musical
- Primetime Emmy Awards 2018 : meilleure réalisation pour une série télévisée dramatique pour The Crown pour l'épisode Pater familias

### Nominations
- Oscars 2009 : meilleur réalisateur pour The Reader
- Primetime Emmy Awards 2017 : meilleure réalisation pour une série télévisée dramatique pour The Crown pour l'épisode pour Hyde Park Corner